# Daphne gnidioides
Daphne gnidioides är en tibastväxtart som beskrevs av Hippolyte François Jaubert och Spach. Daphne gnidioides ingår i släktet tibaster, och familjen tibastväxter. Inga underarter finns listade i Catalogue of Life.

## Bildgalleri

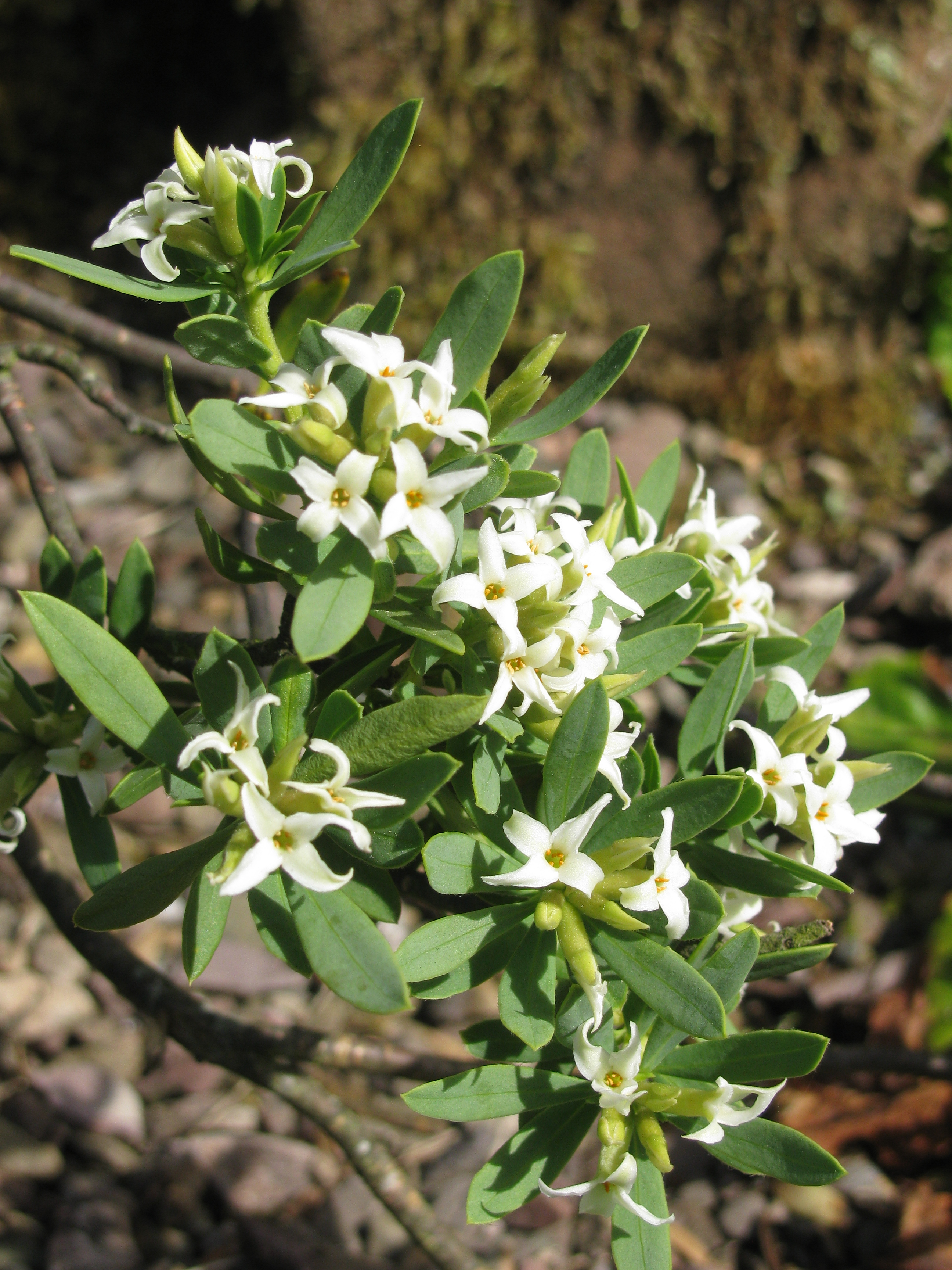
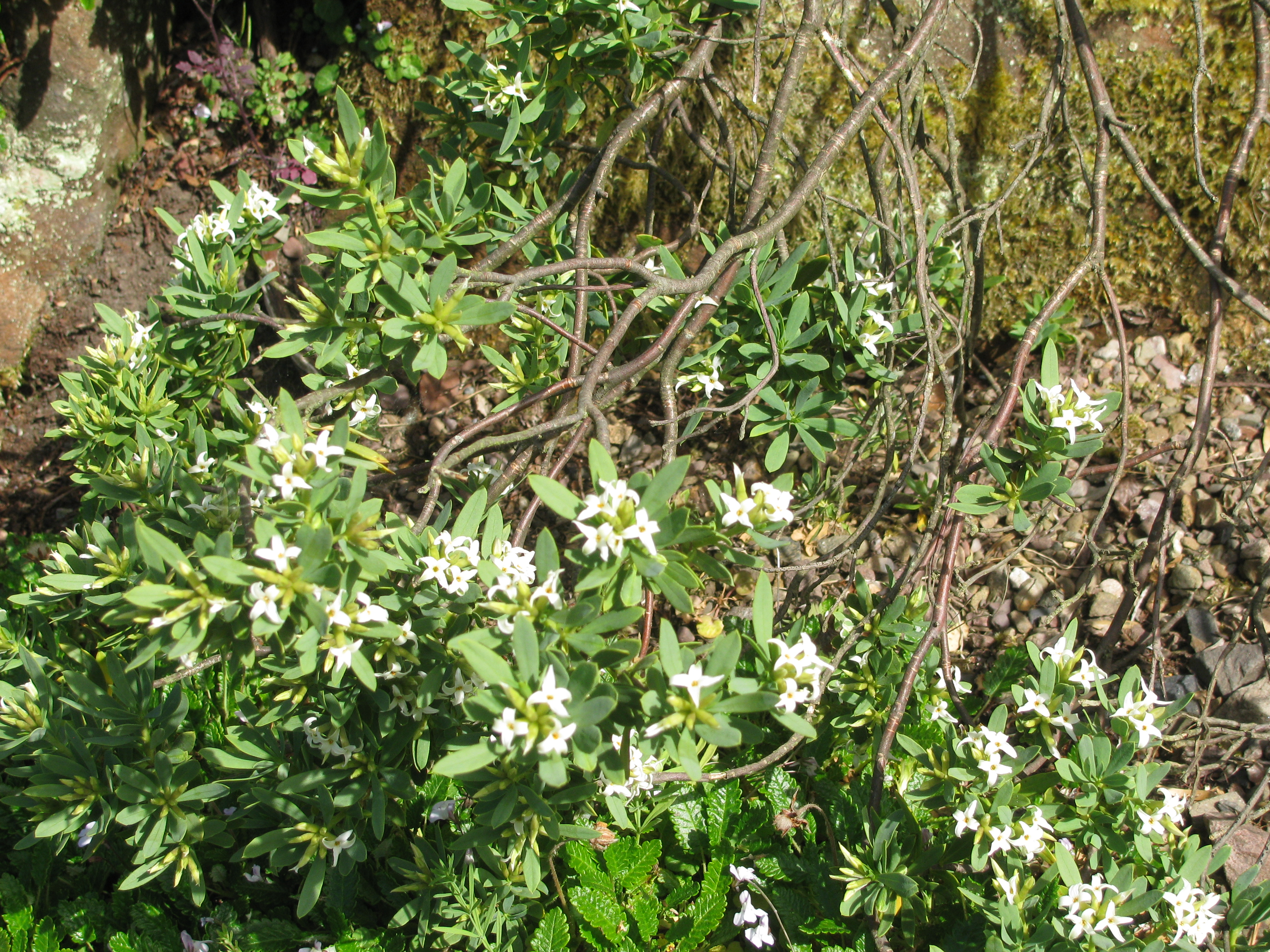